# Bucorvus
Bucorvus of hoornraven is een geslacht van vogels uit de familie Bucorvidae. Deze familie is nauw verwant aan de familie van de neushoornvogels (Bucerotidae) waartoe de hoornraven vroeger werden gerekend. Een groot verschil met de neushoornvogels is hun gedrag.

## Kenmerken
De twee soorten hoornraven lijken sterk op elkaar en ze zijn even groot. Een opvallend verschil is de "hoorn" op de bovensnavel. Die is bij de noordelijke hoornraaf buisvormig, hol en afgeknot en bij de zuidelijke hoornraaf glad en geleidelijk aflopend.

## Leefwijze
Het zijn vogels die vooral op de grond leven en langzaam schrijdend door vrij open landschappen hun voedsel zoeken, terwijl de meeste neushoornvogels uitgesproken bosvogels zijn.

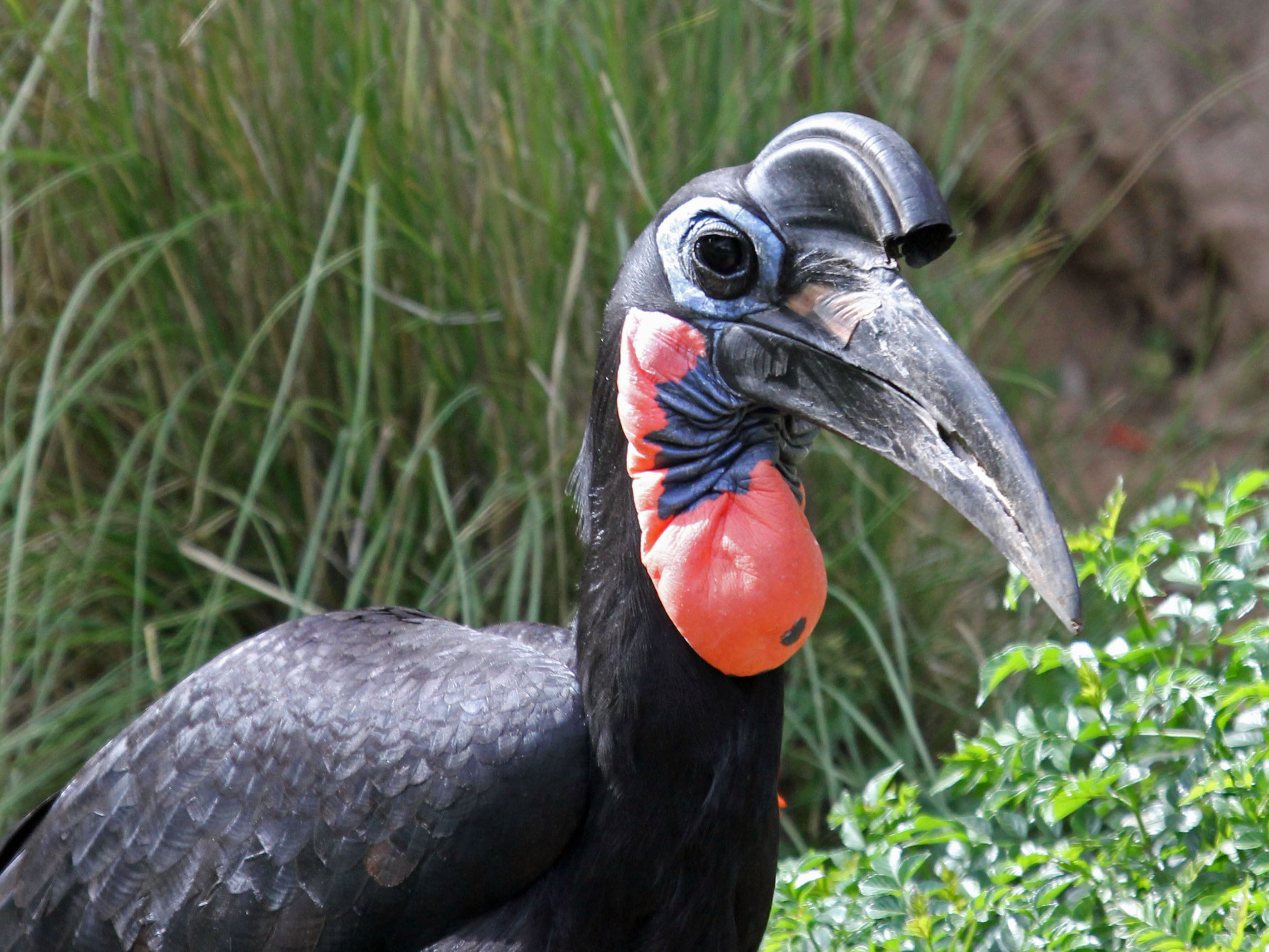
Noordelijke hoornraaf met afgeknotte "hoorn"
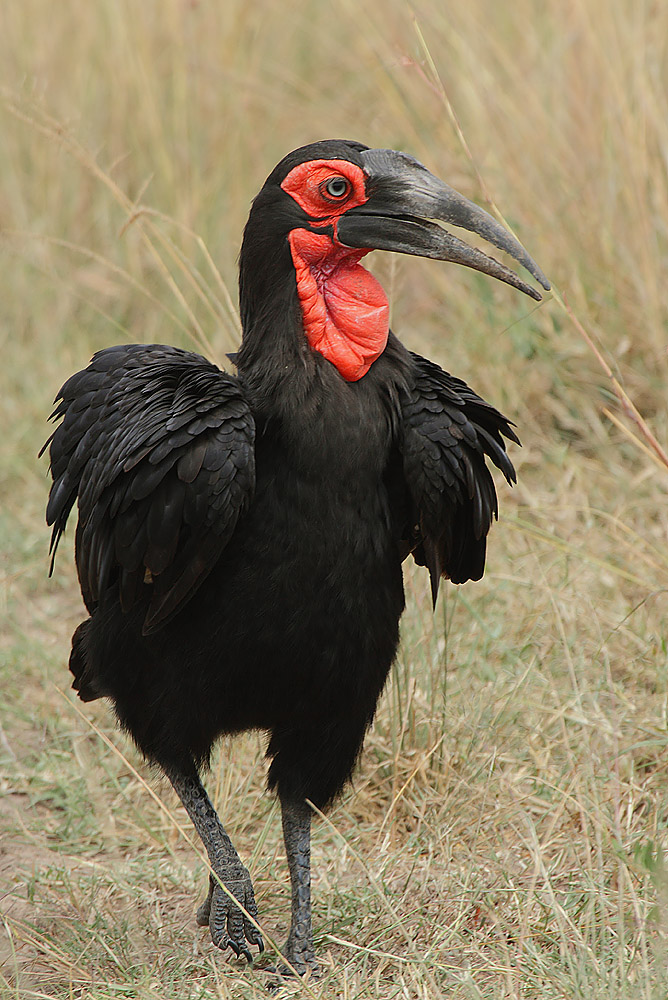
Zuidelijke hoornraaf met gladde "hoorn"

## Soorten
Het geslacht bestaat uit de volgende twee soorten:
- Bucorvus abyssinicus – Noordelijke hoornraaf
- Bucorvus leadbeateri – Zuidelijke hoornraaf